# Claude Henri
Claude-Henri Juillard, noto anche con lo pseudonimo di Claude-Henri (Valentigney, 2 agosto 1915 – Montcuq, 24 aprile 1990), è stato un fumettista, illustratore e sceneggiatore francese.

## Biografia
Claude-Henri fu un fumettista, sceneggiatore e illustratore francese che riuscì a faci capire, con le sue opere la differenza tra un vignettista e un illustratore: un vignettista crea il suo disegno senza essere ispirato dal testo, mentre un illustratore trascrive un testo in immagini.
Nel 1946 Claude-Henri Juillard iniziò a firmare con il proprio nome i suoi lavori e incominciò la sua carriera nel mondo dei fumetti. Lavorò a lungo per Editions Vaillant  (contribuì a realizzare Hourrah Freddi, Lynx blanc, P'tit Joc, ecc.) tra il 1948 e il 1964. Ha prodotto, in quel periodo, alcune tavole di Belles Histoires de l'Oncle Paul pubblicate sulla rivista Spirou. Nonostante la notevole produzione di illustrazioni al suo attivo, sempre con uno stile grafico duttile ed espressivo, Claude-Henri rimase per molti anni quasi sconosciuto agli appassionati di fumetti per la mancanza di una propria serie di successo.
Al momento della sua morte, nel 1990, solo la rivista di studi Hop! gli dedicò un articolo che ricordava il suo importante contributo nel mondo dei fumetti.

## Carriera
Claude-Henri, con il suo tratto dritto ed espressivo, produsse alcune storie brevi per SAETL ( Société d'Éditions Techniques et Littéraires) a partire dal 1946. Il gruppo SAETL fu molto presente sul mercato dei fumetti tra il 1943 e il 1954. La SAETL fu fondata a Vichy nel 1942 e nel 1945 trasferì la sua sede a Parigi. Nel 1946, contribuì alla nascita della casa editrice Duclos. Le due case editrici furono all'origine della collezione di fumetti Batouk. Nello stesso periodo, Claude-Henri pubblicò su Le Petit Canard due racconti Le Serpent Jaune e Le prince di Vijanagar. Comparve con una sua opera anche sul giornale Jeudi Magazine con Échec aux sangliers e Olivier de Termont. Successivamente il periodico cambio il suo nome in Zorro. Per l'ultimo numero di Jeudi Magazine Claude-Henri disegnò, nel 1948, Capitaine Tornade e Ivanhoé. Questo ultimo periodico conteneva ottime strisce di fumetti, ma la carta era di scarsa qualità.
Dopo il numero 33, Zorro diventa Zig Zag, poi Zorro Nouvel Formule nel gennaio 1953 e infine L'Invincible. Il giornale era pubblicato dalla società Chapelle e usciva con cadenza settimanale.
Claude Henri pubblicò i suoi lavori su La Pérouse in Francs Jeux, un quindicinale dal 1946 al 1981, edito da Fleurus. Nel 1950 disegnò Saint-Louis con Jacquemont.
Claude-Henri pubblicò i suoi disegni anche sulle riviste Ouak nel 1951 e su Corsaire Noir nel 1954.
Nel 1947, Claude-Henri contribuì alla realizzazione del fumetto Brent lo stregone bianco pubblicato su Récréation, supplemento giovanile de La Dernière Heure. Nel 1948 Claude-Henri entrò a far parte del gruppo dei collaboratori della casa editrice Vaillant. Lavorò nel settimanale Hourrah Freddi (dal 1948 al 1953). Disegnò per la serie Le Lynx Blanc tra il 1952 e il 1954 e poi dal 1957 al 1961, alternandosi con Paul Gillon. Quest'ultimo affermò inoltre che Claude-Henri fu in realtà il creatore grafico di questa serie sotto lo pseudonimo di Bob Sim. Per il giornale umoristico giovanile Zig et Puc, Claude-Henri creò il personaggio di Du Gueslin tra il 1949 e il 1950. Nel 1952 adattò in tavole L'Homme qui (L'uomo che ride) di Victor Hugo per il quotidiano Le Soir, insieme a Roger Lécureux. Due anni dopo firmò per il Corsaire noir, una serie proposta in Zappy, libretto pubblicato dalla S.N.P.I (che in seguito diventerà S.F.P.I: Société Française de Presse Illustré). Per questa casa editrice, specializzata nel piccolo formato, riprese Capitan Tornado in Zorro, Erik, Ajax e Amio, proseguendo poi con la serie Diablo Kid sul giornale Dennis (1958) e Ferry Tempête su Zorro spécial (dal 1959 al 1961).
Claude-Henri contribuì alle illustrazioni di P'tit Joc tra il 1961 e nel 1962 e in collaborazione con André Joy (il suo nome vero André Gaudelette) e Miguel Munoz realizzarono molte storie complete tra il 1951 e il 1964.
Per Vaillant group fece tavole per la rivista 34, che poi diventò 34 Caméra, infine Caméra, per un western umoristico di Eugène Gire i cui protagonisti furono i gemelli Kam e Rah. Contemporaneamente, nel periodico Vaillant (tra il 1951 e il 1964), realizzò le avventure di Charles Oscar dal 1949 al 1955.
Claude-Henri lavorò anche per il periodico Gaucho, dove disegnò El Christo dal 1959 al 1960, prima per il tascabile Baraka e poi nel piccolo formato Hugh, Winko, Youk.
Per la casa editrice Téméraire (edizione Artima) creò Tomic, uscito in edicola dal 1959 al 1960. Disegnò anche per Spirou diverse tavole in Belles histoires de l'oncle Paul tra il 1961 e il 1963, ma anche per la rivista Pilote (1962) e Record (1962). Fu presente anche con alcune uscite in Jeunesses et Missions, Pistolin, Francs-Jeux e Frimousse.

## Illustrazioni specializzate
Dal 1965 fino alla metà degli anni Settanta si specializzò in illustrazioni per ragazze e collaboro con il settimanale Lisette dal 1965 al 1971, dove illustrò diverse storie. Disegno anche sul periodico Line con la serie Valentine e Valérie dal 1961 al 1963.
Claude-Henri realizzò e pubblicò il personaggio di Marion anche sulla rivista Lisette dal 1969 al 1972. Collaborò con J 2 Magazine per la serie Anita scritta da François Drall e per la serie Flower Jane con Guy Hempay.
Collaborò con SEPP, disegnando le copertine e le storie complete per Vautour, Défi, Agent Spécial e Rex Super.
Nel 1973, Claude-Henri Juillard lavorò come disegnatore accanto all'autore René Guillot (1900-1969) per Drame sur la Banquise, libro per ragazzi di 187 pagine pubblicato a Parigi dall'Editore Magnard.
Nel 1975 Claude-Henri creò Xavier Humbert, scritto da Serge Saint-Michel, per il giornale Envoyé Spécial.
Dal 1977 al 1978 disegnò diverse opere didattiche per la casa editrice Chancerel (La pêche, Le Football, La Bicyclette, Les Pionniers de l'impossible). Nel 1979 contribuì alla realizzazione del libro La Pêche, pubblicato nello stesso anno dalla casa editrice Chancerel di Parigi. Questo libro era di 128 pagine con la copertina intestata "100 consigli per il pescatore". Partecipò alle illustrazioni, ma gli autori del testo furono Henri Limouzin (1934-2010) e Daniel Maury, specialista della pesca. Nel 1980 disegnò per una nuova edizione de La Pêche, sempre nelle stesse condizioni del 1979. Fino alla fine degli anni '80 lavorò per diverse testate delle Editions Mondiales e Aventures et Voyages (Mon Journal 1975-1985). Con lo stesso stile La Bicyclette collaborò alla realizzazione di un libro che affrontava i temi dello sport, del turismo e dell'escursionismo. Il libro fu pubblicato da Fleurus a Parigi nel 1978, aveva 91 pagine e Claude-Henri Juillard lavorò a questo fumetto con André Manguin.

## I grandi successi

### Eroi storici
I disegni di Claude-Henri Julliard diventeranno famosi con il fumetto Ivanhoe. Il personaggio principale fu creato da Walter Scott. Visse all'inizio del XIII secolo. Wilfrid di Ivanhoe fu un amico di re Riccardo Cuor di Leone, fu anche un cavaliere sassone e che combatté contro i signori normanni, vassalli di suo fratello Giovanni d'Inghilterra. Questa versione classica del romanzo si trovo nella prima serie pubblicata nel 1948 sul settimanale Zorro. La serie fu firmata da Laudigeois per l'adattamento a fumetto.
Claude-Henri disegnò Capitan Tornado, una serie ambientata a Saint-Malo a metà del XVII secolo. Yves de Kervadec era un giovane bretone di 18 anni che sognava di viaggiare per gli oceani. Un vecchio marinaio gli permise di raggiungere Santo Domingo. Combatté contro portoghesi, inglesi e spagnoli, con il suo primo ufficiale Petit Louis, che si faceva chiamare Capitan Tornado. Divento un agente segreto agli ordini di Duguay-Trouin. Una prima versione era stata pubblicata su Zorro e poi su l'Invincible dal 1948 al 1954 in un grande formato. I disegni di Claude-Henri sono stati utilizzati per alcune avventure complete in Pocket Erik nel 1965/66 e in Ajax nel 1967. Questi episodi furono ripubblicati nell'Aigle d'Or nel 1970/71. Queste serie sono state scritte da Jacques Jacquemont.
Per la serie eroi storici, Claude-Henri Juillard disegnò e scrisse gli scenari della tavole illustrate di  Ferry Tempête. È la storia di un personaggio biondo, un gentiluomo, un corsaro che si chiama Ferry Tempête. Per combattere l'ingiustizia, si fa accompagnare dall'amico Conte di Linares. Quest'ultimo è il governatore della regione di Goa dove si svolge l'azione di questa serie, seguito dal suo secondo in comando Lambert. Ferry Tempête. Eroe di storie complete pubblicate nella rivista trimestrale tascabile Spécial Zorro, pubblicata dalla Société Française de Presse dal 1959 al 1961.
Durante la realizzazione di tavole del fumetto Tomic, Claude-Henri collaborò regolarmente con Pierre Le Guen fino al 1961. La serie si svolgeva durante la Seconda guerra mondiale sotto il comando del Capitano Lucas. L'azione era inizialmente in Francia e poi in Nord Africa. Nel 1957, la serie apparve come storie complete nel primo numero del mensile Téméraire pubblicato da Artima. La pubblicazione proseguì fino al 1968. Brisson era responsabile della grafica delle strisce; era conosciuto con lo pseudonimo di Pierre Le Goff. Il testo di Tomic fu scritto da Jean Lombard.

### Eroi avventurosi
Claude-Henri fu l'autore del testo e dei disegni della serie Le Corsaire Noir. L'autore si ispirò al romanzo di Gustave Aimard fu pubblicato dalla SFPI. Il protagonista era il Principe di Montlaur. Lasciò la città di Les Sables d'Olonne in cerca di avventure. Diventò corsaro con il soprannome di l'Olonnais o il Corsaro Nero per i suoi nemici. A bordo della sua nave, La Foudroyante, percorre i mari del sud. Le illustrazioni di Claude-Henri furono nello stile della scuola realista francese degli anni Cinquanta (bianco e nero). L'artista creò personaggi tipici in ambientazioni esotiche. Il Corsaro Nero fu il successore del Capitano Tornado, uno degli eroi di Claude-Henri. Il Capitano Tornade era un bucaniere. La serie fu pubblicata su Zorro e poi su L'Invincible per un anno. Si trattò di un libro di 172 pagine pubblicato dalla Libri SFPI nel Dictionnaire de la bande dessinée Henri Filippinii.
Nello stile degli eroi avventurosi, il disegnatore diede vita al fumetto P'tit Joc. La storia è quella di un giovane orfano che trova la sua ragione di vita nei cavalli da corsa, di cui si prende cura nella scuderia Korner. Da ragazzo di scuderia diventa fantino di punta. Korner, il suo allenatore, è geloso di P'tit Joc. Il testo è scritto da Jean Ollivier, ma è il disegnatore André Joy alias André Gaudelette a illustrare il fumetto. Tuttavia, André Joy abbandonò la serie nel 1952 in seguito a divergenze con Vaillant. Per questo Claude-Henri prese il ruolo di illustratore. Purtroppo P'tit Joc non fu un successo e André Joy lasciò il suo posto e il gruppo Vaillant nel 1962.
Claude-Henri contribuì a un'altra serie dello stesso tipo: Lynx Blanc. Questo fumetto presenta un uomo avventuroso e atletico corridore della savana con una sete di giustizia. Le scene si svolgono in Africa, in Sud America ed in Estremo Oriente. Nel 1947 vengono pubblicate le prime strisce dal gruppo Vaillant. La sceneggiatura fu scritta da Roger Lécureux con i disegni da Bob Sim. Analizzando lo stile dei disegni, si può supporre che "Bob Sim" sia in realtà Claude-Henri. Questa ipotesi è confermata dall'illustratore della serie: Paul Gillon.
Gillon animò la serie tra il 1947 e il 1951 e poi dal 1956 al 1958 e Claude-Henri dal 1952 al 1956 e dal 1957 al 1961. Questa serie che fa parte del gruppo di tipologia esotica.
Tra il 1959 e il 1960 lavorò sulla serie El Christo, si racconta la storia di un uomo buono e coraggioso che combatte i "cattivi". El Christo fu pubblicato nel 1959 dalla rivista Remparts Gaucho e ripubblicato nel 1965/1966.
La serie Valérie fu disegnata da Claude-Henri e scritta dalla moglie Janine Juillard. Si tratta di un fumetto destinato alle ragazze. Valérie racconta la storia di una giovane modella parigina, pubblicato dal tascabile Shirley di Aventures et Voyages.

### Forze dell'ordine
Urrà Freddi! fu una serie sul giovane sportivo Freddi che venne coinvolto in questioni poliziesche. Con l'aiuto di Bob, giornalista del quotidiano sportivo L'Elan, segue tutte le gare di Freddi e le sue avventure con la polizia. Evviva Freddi! fu pubblicato la prima volta nel periodico Vaillant dal 1946 al 1953. Claude-Henri creò il personaggio, che abbandonò nel 1950 per affidarlo al disegnatore Pierre Le Guen. Roger Lecureux scrisse la sceneggiatura, ma non fu mai pubblicata in nessun album.
Charles Oscar fu illustrato da Claude-Henri, la sceneggiatura fu di Roger Lécureux. Charles Oscar era un pensionato che risolveva enigmi. Era un ex scrittore che viveva con la moglie in Boulevard Richard-Lenoir a Parigi. Questo fumetto fu pubblicato sotto forma di storie complete nella rivista mensile Caméra 34 edita da Vaillant, dove esordì nel 1949, ma fu interrotta nel 1955. Fu pubblicato anche sul periodico Vaillant. La sceneggiatura era di Roger Lécureux, Claude-Henri fu l'autore dei disegni..

### Eroi giovanili
Claude-Henri lavorò anche su disegni di eroi giovanili, come la serie Uncle Paul, che è il narratore di Spirou. Il protagonista racconta ai suoi due nipoti la storia attraverso piccole storie. Ogni episodio contiene quattro tavole. I tre personaggi sono stati creati da Eddy Paape, ma i prime tavole furono di Jean-Michel Charlier. Questi racconti furono un vero e proprio trampolino di lancio per giovani autori come Claude-Henri. Fu una collana educativa e culturale pubblicata da Dupuis.
Inoltre, Claude-Henri Juillard disegnò per la serie Anita tra il 1966 e il 1972, ma il testo era di François Drall. Questo fumetto rimase inedito in forma di album, fu pubblicato settimanalmente sulla rivista J2.